# دغیبجه
دغیبجه (به عربی: دغیبجة) یک منطقهٔ مسکونی در عربستان سعودی است که در استان مکه واقع شده‌است.